# Одета Моро
Інґа Одета Моро, від першого шлюбу Фігурська  (пол. Inga Odeta Moro; нар. 17 червня 1978, Ольштин) — польська журналістка і телеведуча.

## Життєпис
У 2000—2003 вела музичне телебачення Viva Polska. У 2004—2005 була ведучою власного ток-шоу «Я просто питаю» на TV4. У 2007—2012 проводила Telewizja Polska, для якої вела ранкові програми: «Питання до сніданку» (2007—2009) та «Кава чи чай?». (2010—2012). У 201 забезпечила голоси польських глядачів у фіналі 56-го випуску Пісенного конкурсу Євробачення. У 2015 вела програми на TVN Meteo Active: Apetyt na Zdrowie та Studio Active.
З вересня 2015 була журналісткою Radio Złote Przeboje, у якому була співведучою ранкової програми Złote Przeboje na Dzień Dobry!, а з січня 2017 — ведуча програми «Шкідливі вихідні». Брала участь у телевізійних розважальних програмах: Celebrity Splash! (2015) та Агент — Зірки (2017).
З вересня 2019 є однією з ведучих програми Onet Rano на порталі Onet.
Засновниця і президент фонду «Щасливе материнство» , авторка й організаторка акції «Щаслива мама — щаслива дитина», адресованої вагітним жінкам і молодим батькам. Авторка та видавниця альбому з казками для дітей «Bajki w Polsce i na Czasu».

### Особисте життя
З 12 жовтня 2002 по 12 липня 2014 була дружиною журналіста Міхала Фігурського , від якого має дочку Соню (нар. 16 травня 2003) . З 2016 перебуває у стосунках з підприємцем Конрадом Коморніцьким, від якого має сина Лева (2018 р.н.) .

## Виноски
1. ↑  Szczęśliwe Macierzyństwo KRS 0000239308 REGON 140213339 | krs-pobierz.pl (пол.)
2. ↑  Moro ogłasza rozwód na okładce. Opowie o nowym facecie, afterparty.pl, 11 lipca 2014.
3. ↑  https://www.wirtualnemedia.pl/artykul/nowe-gwiazdy-telewizyjnej-dwojki
4. ↑  Odeta Moro będzie raz w tygodniu prowadzić „Onet Rano”. wirtualnemedia.pl.
5. ↑  Anna Komorowska (31 серпня 2018). Odeta Moro o dojrzałym macierzyństwie. swiat-zdrowia.pl. Архів оригіналу за 23 лютого 2019. Процитовано 23 лютого 2019.
6. ↑  Figurski i Moro wzięli rozwód!, fakt.pl, 12 lipca 2014.
7. ↑  Odeta i Michał Figurscy już po rozwodzie!. plejada.onet.pl. Архів оригіналу за 13 липня 2014., plejada.onet.pl, 12 lipca 2014.
8. ↑  profil Odety Moro-Figurskiej. tvp.pl. Архів оригіналу за 23 серпня 2011., tvp.pl, [dostęp:] 15 lipca 2014.
9. ↑  Wielki plebiscyt miesięcznika Rodzice Odeta Moro-Figurska i Michał Figurski. rodzice.pl. Архів оригіналу за 19 липня 2014., rodzice.pl, [dostęp:] 15 lipca 2014.
10. ↑  Odeta Moro urodziła! Ile waży tuż przed porodem?. Plejada.pl (пол.). plejada.pl. Процитовано 31 серпня 2018.